# Ankyloblepharon
Mit Ankyloblepharon (auch: Ankyloblepharon filiforme adnatum; von altgriechisch αγκυλος ankylos, deutsch ‚gebeugt, gebogen‘, βλέφαρον blepharon, deutsch ‚Augenlid‘, sowie lateinisch adnatus ‚zusammengewachsen‘; filiformis ‚fadenförmig‘) oder Lidverschluss bezeichnet man eine meist angeborene Verwachsung  und somit unvollständige Trennung von Ober- und Unterlid durch Bindegewebsbänder. Der römische Enzyklopädist Aulus Cornelius Celsus benannte mit „Ankyloblepharon“ erstmals im 1. Jahrhundert n. Chr. die narbige Verwachsung eines Lides mit dem Auge (bei Galenos als Ankylosis bezeichnet).

## Ankyloblepharon beim Menschen
Die Entwicklung der Augenlider ist bei Vorliegen eines Ankyloblepharons bereits vollständig abgeschlossen. Eine Auswirkung der Lidverwachsung besteht in der Verkleinerung der betroffenen Lidspalte, wodurch es zu einer Einschränkung beim Öffnen des Auges kommt. Die Störung kann ein- oder beidseitig auftreten, isoliert oder auch innerhalb eines Symptomkomplexes bei systemischen Erkrankungen oder dem Hay-Wells-Syndrom.
Das angeborene Ankyloblepharon ist oft mit einer Verkleinerung des Augapfels (Mikrophthalmie) kombiniert. Die erworbene Form des Ankyloblepharons kann auch infolge eines Unfalls entstehen. Diese traumatische Lidspaltenverengung entsteht durch narbige Verwachsungen von Lidschleimhaut (Tunica conjunctiva palpebrarum) und der dem Augapfel aufliegenden Bindehaut (Tunica conjunctiva bulbi). Dies wird korrekterweise als Symblepharon bezeichnet.
Zur Vermeidung einer Amblyopie werden angeborene Verwachsungen in der Regel noch im Säuglingsalter operativ entfernt.

## Ankyloblepharon bei Tieren
Bei vielen nesthockenden Säugetieren ist die Lidspalte zur Geburt noch verwachsen („physiologisches Ankyloblepharon“). So löst sich die Verbindung zwischen Ober- und Unterlid bei Hunden und Katzen erst mit etwa 14 Tagen. Erst wenn die Epidermisbrücke über den 14. Lebenstag hinaus bestehen bleibt, spricht man von einem (pathologischen) Ankyloblepharon (Syn. Atresia palpebrarum, Lidatresie). Die Lider sind dann meist durch die Ansammlung von Sekreten in der Augenhöhle vorgewölbt. Ist der Lidbereich eingefallen, liegt meist eine weitere Entwicklungsstörung wie das Fehlen des Auges (Anophthalmie) vor. Lässt sich die Lidatresie nicht durch Massage lösen, wird sie mit einer Schere scharf getrennt und anschließend eine Lidplastik durchgeführt.